# 載坪
宗室載坪（1817年4月19日—1841年11月24日，嘉慶二十二年三月初四日卯時—道光二十一年十月十二日午時），正藍旗滿洲人，左翼近支宗室正藍旗第二族載字輩，怡親王奕勳三子，載垣之弟，清朝官員，封爵三等輔國將軍，官至散秩大臣。

## 生平
道光七年（1827年）十月，賞戴花翎，同月賞戴一品頂戴。
十六年十二月十九日（1837年1月25日），由應封宗室考封三等輔國將軍，授散秩大臣。
十七年十二月十八日（1838年1月13日），命和宗室恩华、载增在乾清門行走。
十九年（1839年），道光帝遣睿親王仁壽赴天壇圜丘代行禮，載坪分獻東廡西廡。
二十一年（1841年）十月十二日，卒，年二十五歲。

## 家庭及關聯
- 六世祖父：清聖祖（1654年—1722年）。
- 六世祖母：敬敏皇貴妃（？年—1699年）。
- 五世祖父：怡賢親王允祥（1686年—1730年），封怡親王，官總理事務王大臣、管理戶部及宗人府事務、圓明園八旗內務府三旗護軍營掌印總統大臣、議政大臣。
- 五世祖母：兆佳氏，尙書瑪爾漢之女，允祥嫡福晉。
- 高祖父：怡僖親王弘曉（1722年—1778年），襲怡親王，官正白旗漢軍都統，管理理藩院事務。
- 高祖母：石佳氏，石中玉之女，弘曉側福晉。
- 曾祖父：怡恭親王永琅（1746年—1799年），襲怡親王，官至總管內務府大臣、正黃旗滿洲都統、圓明園八旗內務府三旗護軍營掌印總統大臣、總管圓明園事務大臣。
- 曾祖母：瓜爾佳氏，前鋒參領德柱之女，永琅嫡福晉。
- 祖父：綿標（1770年—1799年），封不入八分輔國公，官至正藍旗護軍統領、火器營總統大臣，追封怡親王。
- 祖母：劉氏，劉善福之女，綿標側福晉。

### 父母
- 父：怡恪親王奕勳（1793年—1818年），襲封怡親王，諡恪。
- 嫡母：鈕祜祿氏，四川總督和琳孫女、輕車都尉豐紳宜綿之女、宣宗成貴妃姊妹，奕勳嫡福晉。
- 繼母：伊爾根覺羅氏，副都統西寧辦事大臣恆敬[5]之女，奕勳繼福晉。
- 生母：舒氏，舒彭斌之女，奕勳之妾。

### 兄弟
載坪排行第三，有二兄四弟。
- 載坊（1816年—1821年），庶母舒氏所生，襲怡親王，早薨。
- 載垣（1816年—1861年），庶母李氏所生，襲怡親王，官至領侍衛內大臣、圓明園八旗內務府三旗護軍營掌印總統大臣、鑲紅旗滿洲都統、善撲營總統大臣，辛酉政變因罪革爵賜自盡。娶那拉氏，長蘆鹽政延豐之女，按察使福珠隆阿及宣宗和妃姊妹。
- 載圻（1817年—1869年），庶母舒氏所生，封三等輔國將軍，官一等侍衛侍衛班領。娶沙濟富察氏，副都統阿克蘇辦事大臣誠端之女。
- 載增（1818年—1859年），庶母李氏所生，封三等輔國將軍，官至荊州左翼副都統。娶費莫氏道光二年文進士武英殿大學士文慶之女。
- 載堃（1818年—1853年），庶母胡氏所生，封三等輔國將軍。娶博爾濟吉特氏，一等侍衛多爾濟帕拉木之女。
- 載堪（1818年—1861年），庶母王氏所生，封三等輔國將軍，官至兵部侍郎、左翼前鋒統領。娶博羅特氏，一等誠勇公裕恒之女、和碩額駙散秩大臣德徽姊妹。

### 妻室
- 嫡妻：鈕祜祿氏，前鋒統領常喜（亦长喜）之女，即恭顺皇贵妃之胞侄女。
- 無側室。

### 子嗣
載坪無嗣，以異母弟載增次子溥新入繼為嗣。
- 承繼子：溥新（1845年—？年），或作溥信，閑散，賞戴花翎。娶富察氏，浙江嘉興府知府瑞琇（瑞秀）之女，嘉慶四年進士禮部尚書貴慶孫女；繼娶內務府完顏氏，繼娶內務府完顏氏，貴慶学生完颜麟庆侄崇壽之女。一子毓宝过继给载垣长子溥斌为嗣，兼祧两房。溥新住宅在民国经其子金蕴山转卖，后为人民文学出版社。